# نيكولاس ولترستورف
نيكولاس بول ولترستورف (من مواليد 21 يناير 1932) فيلسوف ولاهوتي أمريكي. حاليًا أستاذ فخري للاهوت الفلسفي في جامعة ييل من نوه بورتر. كاتب غزير الإنتاج وله اهتمامات فلسفية ولاهوتية واسعة النطاق، وكتب كتبًا عن الجماليات، ونظرية المعرفة، والفلسفة السياسية، وفلسفة الدين، وما وراء الطبيعة، وفلسفة التعليم. في كتاب الإيمان والعقلانية، طور ووسع كل من ولترستورف وألفين بلانتينغا ووليام ألستون وجهة نظر نظرية المعرفة الدينية التي أصبحت تعرف باسم نظرية المعرفة الإصلاحية. ساعد في تأسيس مجلة فيث آند فيلسوفي وجمعية الفلاسفة المسيحيين.

## سيرة ذاتية
ولد ولترستورف في 21 يناير 1932 لمهاجرين هولنديين في مجتمع زراعي صغير في جنوب غرب مينيسوتا. بعد حصوله على درجة البكالوريوس في الفلسفة من كلية كالفن، غراند رابيدز، ميشيغان، في عام 1953، التحق بجامعة هارفارد، حيث حصل على الماجستير والدكتوراه في الفلسفة، وأكمل دراسته في عام 1956. ثم أمضى عامًا في جامعة كامبريدج، حيث التقى بسي. دي. برود. منذ عام 1957 وحتى عام 1959، كان مدرسًا للفلسفة في جامعة ييل. ثم تولى منصب أستاذ الفلسفة في جامعة كالفن، ودرّس لمدة 30 عامًا. وهو ي يدرس الآن في جامعة ييل بصفته أستاذًا فخريًا في علم اللاهوت الفلسفي من نوه بورتر.
في عام 1987 نشر ولترستورف كتاب رثاء لابن بعد الوفاة المفاجئة لابنه إريك البالغ من العمر 25 عامًا في حادث تسلق جبل. في سلسلة من المقالات القصيرة، يروي ولترستورف كيف اعتمد على إيمانه المسيحي للتغلب على حزنه. أوضح ولترستورف أنه نشر الكتاب «على أمل أن يكون مفيدًا لبعض أولئك الذين يجدون أنفسهم معنا بصحبة المعزين».
لقد كان أستاذًا زائرًا في جامعة هارفارد، وجامعة برينستون، وجامعة ييل، وجامعة أكسفورد، وجامعة نوتردام، وجامعة تكساس، وجامعة ميشيغان، وجامعة تمبل، وجامعة أمستردام الحرة (جامعة فريجي)، وجامعة فرجينيا. في عام 2007، حصل على الدكتوراه الفخرية في الفلسفة من جامعة فريجي أمستردام. تقاعد منذ يونيو 2002.
نشر ولترستورف مذكراته مع شركة ويليام بي. إيردمانز للنشر في عام 2019، موضحًا العلاقة الوثيقة بين حياته الشخصية ومسيرته الأكاديمية المتميزة.

## امتيازات مهنية
- زمالة وودرو ويلسون، 1953.
- زمالة مؤسسة هارفارد، 1954.
- زمالة جوزيه رويس التذكارية، جامعة هارفارد، 1954.
- منحة فولبرايت، 1957.
- رئيس الجمعية الفلسفية الأمريكية (القسم المركزي).
- رئيس جمعية الفلاسفة المسيحيين.
- زميل أول، معهد الدراسات المتقدمة في الثقافة، جامعة فيرجينيا، 2005.

## محاضراته
- محاضرات كويبر، جامعة أمستردام الحرة، 1981.
- محاضرات وايلد، جامعة أكسفورد، 1993.
- محاضرات جيفورد: «توماس ريد وقصة نظرية المعرفة»، جامعة سانت أندروز، 1995.
- محاضرات تيت ويلسون، جامعة جنوب ميثوديست، 1991.
- محاضرات ستون، مدرسة برينستون اللاهوتية، 1998.
- محاضرات في المدرسة اللاهوتية الجنوبية، المحاضرة رقم 2، المحاضرة رقم 3، المدرسة اللاهوتية المعمدانية الجنوبية، 2000.
- محاضرات تايلور، جامعة ييل، 2001.
- محاضرات لينغ، كلية ريجنت، 2007.

## المعتقد
أثناء دراسته الجامعية في كلية كالفن، تأثر ولترستورف بشكل كبير بالأساتذة ويليام هاري جيليما، وهنري ستوب، وهنري زيلسترا، الذين قدموه إلى المدارس الفكرية التي هيمنت على تفكيره الناضج: اللاهوت الإصلاحي وفلسفة الحس السليم. (وقد أثر ذلك أيضًا على تفكير صديقه وزميله ألفين بلانتينغا، وهو خريج آخر من كلية كالفن).
يبني وولترستورف على أفكار فيلسوف الحس السليم الاسكتلندي توماس ريد، الذي اقترب من المعرفة «من القاعدة إلى القمة». بدلًا من التفكير في الشروط المتعالية للمعرفة، يقترح ولترستورف أن المعرفة وقدراتنا المعرفية ليست موضوع بحثنا ولكن يجب أن يُنظر إليها على أنها نقطة البداية. إنه يرفض التأسيسية الكلاسيكية ويرى بدلًا من ذلك أن المعرفة مبنية على رؤى في الواقع مباشرة ولا تقبل الشك. في العدالة في الحب، يرفض المفاهيم التأسيسية للمسيحية التي تتمسك بضرورة الكفارة البدلية العقابية والتبرير بالإيمان وحده.